# Arratzu
Arratzu város Spanyolországban,  Bizkaia tartományban. Arratzu Gernika-Lumo, Ajangiz, Kortezubi, Nabarniz és Mendata községekkel határos. Lakosainak száma 414 fő (2024).

## Népesség
A település lakosságának változását az alábbi diagram mutatja:
| Lakosok száma | 380  | 357  | 353  | 375  | 388  | 398  | 402  | 418  | 432  | 414  |
|               | 2001 | 2004 | 2007 | 2009 | 2012 | 2014 | 2017 | 2019 | 2022 | 2024 |